# لاريسا كيروش
لاريسا كيروش (بالبرتغالية: Larissa Queiroz‏) هي ممثلة برازيلية، ولدت في 24 أغسطس 1984 في ريو دي جانيرو في البرازيل.

## وصلات خارجية
- لاريسا كيروش على موقع IMDb (الإنجليزية)
- لاريسا كيروش على موقع قاعدة بيانات الفيلم (الإنجليزية)